# Rundfunkjahr 2001

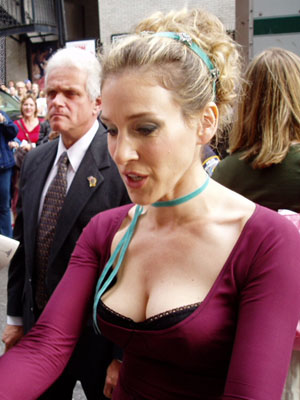
Sex and the City mit Sarah Jessica Parker wird zum ersten Mal in Deutschland ausgestrahlt

Liste der Rundfunkjahre

◄◄ | ◄ | 1997 | 1998 | 1999 | 2000 | Rundfunkjahr 2001 | 2002 | 2003 | 2004 | 2005 | ► | ►►

Weitere Ereignisse

## Allgemein
- 23. Oktober – Apple stellt die erste Generation des iPod vor.

## Hörfunk
- 1. Januar – Radio Kultur wird als Klassik- und Kultursender des SFB inhaltlich neu ausgerichtet.
- 9. März – In Temeswar wird das FunkForum gegründet, ein Zusammenschluss deutschsprachiger Hörfunkredaktionen aus Rumänien, Ungarn, Serbien und Kroatien.
- 30. April – Bremen Eins geht um 13.00 Uhr als Nachfolger der Hansawelle und Radio Bremen Melodie auf Sendung.
- 11. Mai – Bei der Verleihung des Salzburger Stiers wird die FM4-Sendereihe Projekt X ausgezeichnet.
- 28. Juni – Sendestart von KroneHit.
- 3. September – Start des in Deutschland, Österreich und der Schweiz empfangbaren Schlagersenders Radio Goldstar. (Bereits 2002 aus wirtschaftlichen Gründen eingestellt.)
- 26. Oktober – Offizieller Start der Internetplattform FM4 Soundpark des österreichischen Jugendradios FM4.
- 1. November – Nordwestradio, der gemeinsame Kultur- und Informationssender von NDR und Radio Bremen geht auf Sendung.
- 1. November – Bremen Eins übernimmt fortan das Nachtprogramm von SWR1 anstelle des ARD-Nachtexpresses.

## Fernsehen
- 6. Januar – Der deutsch-französische Kultursender ARTE verlängert seine täglichen Sendezeiten und bietet sein Programm bereits ab 14 Uhr an.
- 15. Januar – Die erste Sendung von Alle wetter! läuft im hr-fernsehen.
- 21. Januar – Bei den Golden-Globe-Verleihung in Los Angeles werden die Fernsehserien The West Wing und Frasier ausgezeichnet.
- 26. Januar – Sat.1 beginnt mit der Ausstrahlung der Comedyreihe Was guckst du?!
- 27. Januar – RTL und RTL II beginnen mit der Ausstrahlung der dritten Staffel der Realityshow Big Brother.
- 31. Januar – Das WDR Fernsehen strahlt die erste Ausgabe der politischen Talkshow Hart aber fair aus.
- 19. Februar – Der Vorarlberger Anton Sutterlütty gewinnt als erster Kandidat in der österreichischen Version von Who want's to be a Millionaire den Hauptpreis von 10 Millionen Schilling, umgerechnet etwa 726.000 Euro.
- 14. März – Das ZDF strahlt die letzte Ausgabe von Kennzeichen D aus.
- 20. März – Der ORF strahlt den ersten Teil der Miniserie Dolce Vita & Co aus.
- 26. März – Deutschsprachige Premiere der US-amerikanischen Serie King of Queens auf RTL II.
- 2. April – Start der zweiten Staffel von Taxi Orange.
- 3. April – Das ZDF strahlt die erste Folge des Magazins Frontal21 aus, des Nachfolgers von Frontal und Kennzeichen D.
- 14. April – Das Erste setzt den Käpt’n Blaubär Club vorerst ab.
- 21. April – Im Ersten ist erstmals die Wissenssendung für Kinder Wissen macht Ah! zu sehen.
- 1. Mai – Aus VH-1 Deutschland wird MTV2 Pop.
- 25. Juli – Das Erste bringt die erste Folge von Das Quiz mit Jörg Pilawa.
- 1. September – Sendestart von 9Live.
- 2. September – US-Start der Krankenhausserie Scrubs – Die Anfänger auf NBC.
- 11. September – Um 8:46 Uhr Ortszeit (12:46:40 UTC) fliegt American-Airlines-Flug 11 in den Nordturm des World Trade Centers. Der New Yorker Fernsehsender WNYW berichtet bereits zwei Minuten später live von dem Unglück. Kurz darauf, um 8:49 Uhr, folgte CNN[1]. Die ARD steigt mit einem Tagesthemen Extra ein, der ORF berichtet live ab 15 Uhr 05 MEZ.
- 18. September – Auf ProSieben wird zum ersten Mal Sex and the City im deutschsprachigen Fernsehen ausgestrahlt.
- 24. September – ProSieben beginnt mit der deutschsprachigen Erstausstrahlung der Comedyserie Malcolm mittendrin.
- 29. September – Der Tigerenten Club feiert live aus dem Circus Roncalli in Hannover seine 300. Sendung.
- 5. Dezember – Auf ARTE hat das Doku-Drama Die Manns – Ein Jahrhundertroman von Heinrich Breloer Premiere.
- 14. Dezember – Im ZDF ist die letzte Folge des Literarischen Quartetts zu sehen.

## Gestorben
- 30. Januar – Hartmut Reck, deutscher Schauspieler und Fernsehdarsteller (Tatort, Die Männer vom K3) stirbt in Nienburg/Weser 68-jährig.
- 21. April – Christian Günther, deutscher Hörfunkmoderator (Hitline International, Please, Mr. DJ) stirbt 63-jährig in Bremen. Günther sprach den Einleitungsmonolog für die deutsche Synchronfassung der Fernsehserie Knight Rider.
- 11. Mai – Douglas Adams, britischer Science-Fiction Autor, stirbt 49-jährig in Santa Barbara (Kalifornien). Adams wurde durch seine Romanreihe Per Anhalter durch die Galaxis berühmt, die von der BBC als Hörspiel- und Fernsehserie adaptiert wurde.
- 26. Juli – Peter von Zahn, deutscher Hörfunk- und Fernsehjournalist, stirbt 88-jährig in Hamburg.
- 12. Juni – Robert Hochner, österreichischer Fernsehjournalist und Zeit im Bild-Anchorman, stirbt 55-jährig in Wien.
- 3. August – Hans Holt, österreichischer Theater-, Film- und Fernsehschauspieler (Botschafter Hans Hollmann in Die liebe Familie, Onkel Rudolf in Ich heirate eine Familie, Franz in Der Leihopa) stirbt 91-jährig in Baden bei Wien.
- 10. August – Werner Pirchner, österreichischer Komponist, stirbt 61-jährig in Innsbruck. Pirchner gestaltete 1994 für den Kultursender Ö1 ein komplett neues Sounddesign.
- 11. September – Barbara Olson, US-amerikanische Fernsehkommentatorin, stirbt 48-jährig als Opfer der entführten Maschine American-Airlines-Flug 77, die auf das Pentagon stürzt.
- 20. September – Karl-Eduard von Schnitzler, deutscher Rundfunkkommentator (Der schwarze Kanal) stirbt 83-jährig in Zeuthen.
- 11. Dezember – Herbert Lichtenfeld, österreichischer Fernsehautor (Tatort, Die Schwarzwaldklinik) stirbt 74-jährig in Hamburg.
- 25. Dezember – Werner Achmann, deutscher Szenenbildner und Filmausstatter (u. a. für die Fernsehserie Raumpatrouille) stirbt 72-jährig (* 1929).